# Каюс Велкер
Ян Герман Велкер, відомий як Каюс Велкер (нід. Caius Welcker; 9 липня 1885, Алкмар — 13 лютого 1939, Східам) — нідерландський футболіст, який грав на позиції правого крайнього нападника.

## Життєпис
Усю свою клубну кар'єру провів у «Квік Ден Гаг». З цією командою виграв чемпіонат і кубок Нідерландів. Виступав на позиції правого крайнього нападника, а правого інсайда грав Едю Снетхлаге. Ця пара формувала знамените атакувальне праве крило, знане в усіх Нідерландах.
Зіграв сімнадцять матчів і забив п'ять голів за збірну Нідерландів між 1907 і 1911 роками.
Свій перший матч за національну команду зіграв 21 грудня 1907 року проти Англії. Останній матч провів 17 квітня 1911 року проти цієї ж команди. Двічі забив у ворота Бельгії 10 квітня 1910 року.
Велкер був у складі збірної на Олімпійських іграх 1908 року, де виграв бронзову медаль. Провів два матчі — проти Великої Британії та Швеції.

## Титули і досягнення
- Бронзовий призер Олімпійських ігор (1):

Нідерланди: 1908
- Чемпіон Нідерландів (1):

«Квік Ден Гаг»: 1908
- Володар Кубка Нідерландів (1):

«Квік Ден Гаг»: 1911.

## Статистика

### Статистика виступів за збірну
| Дата       | Місто      | Господарі        | Результат | Гості            | Турнір               | Голи | Примітки                 |
| ---------- | ---------- | ---------------- | --------- | ---------------- | -------------------- | ---- | ------------------------ |
| 21-12-1907 | Дарлінгтон | Англія           | 12 – 2    | Нідерланди       | товариський матч     | -    | Аматорська збірна Англії |
| 29-3-1908  | Антверпен  | Бельгія          | 1 – 4     | Нідерланди       | товариський матч     | -    |                          |
| 26-4-1908  | Роттердам  | Нідерланди       | 3 – 1     | Бельгія          | товариський матч     | -    |                          |
| 10-5-1908  | Роттердам  | Нідерланди       | 4 – 1     | Франція          | товариський матч     | -    |                          |
| 22-10-1908 | Лондон     | Велика Британія  | 4 – 0     | Нідерланди       | ОІ 1908 - 1/2 фіналу | -    |                          |
| 23-10-1908 | Лондон     | Нідерланди       | 2 – 0     | Швеція           | ОІ 1908 - За 3 місце | -    |                          |
| 25-10-1908 | Гаага      | Нідерланди       | 5 – 3     | Швеція           | товариський матч     | 1    |                          |
| 21-3-1909  | Антверпен  | Бельгія          | 1 – 4     | Нідерланди       | товариський матч     | 1    |                          |
| 12-4-1909  | Амстердам  | Нідерланди       | 0 – 4     | Англія           | товариський матч     | -    | Аматорська збірна Англії |
| 25-4-1909  | Роттердам  | Нідерланди       | 4 – 1     | Бельгія          | товариський матч     | -    |                          |
| 11-12-1909 | Лондон     | Англія           | 9 – 1     | Нідерланди       | товариський матч     | -    | Аматорська збірна Англії |
| 10-4-1910  | Гарлем     | Нідерланди       | 7 – 0     | Бельгія          | товариський матч     | 2    |                          |
| 24-4-1910  | Арнем      | Нідерланди       | 4 – 2     | Німецька імперія | товариський матч     | -    |                          |
| 16-10-1910 | Клеве      | Німецька імперія | 1 – 2     | Нідерланди       | товариський матч     | -    |                          |
| 19-3-1911  | Антверпен  | Бельгія          | 1 – 5     | Нідерланди       | товариський матч     | 1    |                          |
| 2-4-1911   | Дордрехт   | Нідерланди       | 3 – 1     | Бельгія          | товариський матч     | -    |                          |
| 17-4-1911  | Амстердам  | Нідерланди       | 0 – 1     | Англія           | товариський матч     | -    | Аматорська збірна Англії |
| Усього     |            | Матчів           | 17        |                  | Голів                | 5    |                          |